# Griffin Jax
James Griffin Jax (Phoenix, Arizona, 22 de noviembre de 1994), más conocido como Griffin Jax, es un jugador profesional estadounidense de béisbol que se desempeña en la posición de lanzador en Minnesota Twins, equipo de las Grandes Ligas de Béisbol (MLB).

## Carrera
En 2021, Jax hizo su debut en la MLB con el equipo Minnesota Twins, donde lleva jugando cuatro temporadas.